# Gmina Marcus

Położenie Gminy Marcus w hrabstwie Cherokee

Gmina Marcus (ang. Marcus Township) – gmina w USA, w stanie Iowa, w hrabstwie Cherokee. Według danych z 2000 roku gmina miała 1311 mieszkańców, a jej powierzchnia wynosi 94,77 km².